# Liste der denkmalgeschützten Objekte in Ramsau am Dachstein
Die Liste der denkmalgeschützten Objekte in Ramsau am Dachstein enthält die 9 denkmalgeschützten, unbeweglichen Objekte der Gemeinde Ramsau am Dachstein im steirischen Bezirk Liezen.

## Denkmäler
| Foto |                 | Denkmal                                                                           | Standort                       | Beschreibung | Metadaten |
| ---- | --------------- | --------------------------------------------------------------------------------- | ------------------------------ | --- | --- |
| ja   | Datei hochladen | Evang. Pfarrkirche A.B. HERIS-ID: 88820 Objekt-ID: 103404                         | Ramsau Standort KG: Ramsau     | Die evangelische Pfarrkirche wurde ab 1888 nach einem Plan von Hans Kieser aus Nürnberg erbaut, 1895 erfolgte die Einweihung. | BDA-Hist.: Q23889238 Status: § 2a Stand der BDA-Liste: 2025-06-30 Name: Evang. Pfarrkirche A.B. GstNr.: .1/3 Protestant Church (Ramsau am Dachstein)                                 |
| ja   | Datei hochladen | Kath. Pfarrkirche hl. Rupert mit Friedhof HERIS-ID: 51765 Objekt-ID: 57541        | Ramsau Standort KG: Ramsau     | → Hauptartikel : St. Rupert am Kulm f1 | BDA-Hist.: Q2323054 Status: § 2a Stand der BDA-Liste: 2025-06-30 Name: Kath. Pfarrkirche hl. Rupert mit Friedhof GstNr.: .39, 338 Saint Rupert Church (Ramsau am Dachstein)          |
| ja   | Datei hochladen | Bauernhof, Angerer HERIS-ID: 58674 Objekt-ID: 69443                               | Ramsau 24 Standort KG: Ramsau  | Der Angererhof ist ein Beispiel für einen lokal typischen Paarhof. Diese Paarhöfe sind breit gelagert und waren ursprünglich gezimmert, das flach geneigte Pfettendach war ursprünglich mit Legschindeln gedeckt und mit Steinen beschwert. Das geschnitzte Gangl verbindet das Wohnhaus mit dem im rechten Winkel angebautem Futterhaus und ist eine charakteristische Eigenheit dieser Gegend. | BDA-Hist.: Q38084298 Status: Bescheid Stand der BDA-Liste: 2025-06-30 Name: Bauernhof, Angerer GstNr.: .61/1 Farmhouse Angerer, Ramsau am Dachstein                                  |
| ja   | Datei hochladen | Pfarrhof HERIS-ID: 88818 Objekt-ID: 103402                                        | Ramsau 41 Standort KG: Ramsau  | Der Pfarrhof wurde 1756 durch den Mauermeister Peter Mayer aus Mitterndorf errichtet und am Ende des 19. Jahrhunderts umgebaut. An der Südseite sind zwei Schießscharten zu sehen. Der Pfarrhof trägt ein steiles Schopfwalmgiebeldach. | BDA-Hist.: Q37727781 Status: § 2a Stand der BDA-Liste: 2025-06-30 Name: Pfarrhof GstNr.: .40/1 Pfarrhof Ramsau-Kulm                                                                  |
| ja   | Datei hochladen | Bauernhof, Grahhof, Graahof HERIS-ID: 46999 Objekt-ID: 49418                      | Ramsau 80 Standort KG: Ramsau  | Der besterhaltene Paarhof des Ortes, allerdings durch modernen Ausbau des Zuhäusels beeinträchtigt. | BDA-Hist.: Q38025066 Status: Bescheid Stand der BDA-Liste: 2025-06-30 Name: Bauernhof, Grahhof, Graahof GstNr.: .14/1 Farmhouse Grahhof, Ramsau am Dachstein                         |
| ja   | Datei hochladen | Evang. Pfarrhaus HERIS-ID: 45821 Objekt-ID: 47275                                 | Ramsau 88 Standort KG: Ramsau  | | BDA-Hist.: Q38017683 Status: Bescheid Stand der BDA-Liste: 2025-06-30 Name: Evang. Pfarrhaus GstNr.: .1/1                                                                            |
| ja   | Datei hochladen | Bauernhaus Burgstaller mit freistehendem Backofen HERIS-ID: 13340 Objekt-ID: 9517 | Rössing 2 Standort KG: Ramsau  | | BDA-Hist.: Q38175711 Status: Bescheid Stand der BDA-Liste: 2025-06-30 Name: Bauernhaus Burgstaller mit freistehendem Backofen GstNr.: .80 Farmhouse Burgstaller, Ramsau am Dachstein |
| ja   | Datei hochladen | Lodenwalke Steiner HERIS-ID: 57997 Objekt-ID: 68386                               | Rössing 12 Standort KG: Ramsau | → Hauptartikel : Lodenwalke Ramsau am Dachstein f1 | BDA-Hist.: Q1867726 Status: Bescheid Stand der BDA-Liste: 2025-06-30 Name: Lodenwalke Steiner GstNr.: .71/1, .71/2, 701/1 Lodenwalke Steiner, Ramsau am Dachstein                    |
| ja   | Datei hochladen | Spätantike Rückzugssiedlung Knallwand HERIS-ID: 57959 Objekt-ID: 68333            | Knallwand Standort KG: Ramsau  | | BDA-Hist.: Q38079630 Status: Bescheid Stand der BDA-Liste: 2025-06-30 Name: Spätantike Rückzugsiedlung Knallwand GstNr.: 823                                                         |